# 40 Leonis
Désignations
40 Leonis (en abrégé 40 Leo) est une étoile de la constellation zodiacale du Lion, située à seulement 23 minutes d'arc au sud de la brillante Algieba (γ Leonis). Elle est visible à l’œil nu mais apparaît faible, avec une magnitude apparente de 4,80.

## Environnement galactique
La parallaxe annuelle de 40 Leonis, mesurée durant la mission Hipparcos, est de 46,80 millisecondes d'arc. La distance entre l'étoile et la Terre est donc de ∼ 69,7 a.l. (∼ 21,4 pc). Elle s'éloigne du Soleil à une vitesse radiale de +5,9 km/s et elle possède un mouvement propre relativement important, se déplaçant dans le ciel à une vitesse de 0,315 seconde d'arc par an.
40 Leonis est éloignée de seulement treize années-lumière de la brillante Régulus.

## Propriétés
40 Leonis est une étoile jaune-blanche de type spectral F6 IV-V, ce qui indique que son spectre montre à la fois des traits d'une étoile sur la séquence principale et d'une étoile sous-géante plus évoluée. Elle est suspectée d'être une étoile variable de type Delta Scuti, sa magnitude variant entre 4,77 et 4,83. Elle montre une abondance en lithium inférieure à la normale. L'étoile est âgée d’environ 2,6 milliards d'années. Elle tourne rapidement sur elle-même pour son âge, à une vitesse de rotation projetée d'environ 17 km/s. Elle fait 1,35 fois la masse du Soleil et 1,68 fois son rayon. 40 Leonis est 4,4 fois plus lumineuse que le Soleil et sa température effective est d'environ 6 450 K.
Une source d'émissions de rayons X avec une luminosité de (1,09 ± 0,38) × 1029 erg s-1 a été détectée depuis la position de 40 Leonis. Cette source pourrait provenir d'un compagnon de faible masse et à courte période de rotation qui n'a pas encore détecté. 40 Leonis possède un compagnon qui partage le même mouvement propre qu'elle, NLTT 23781, situé à une distance angulaire de 5 230″ (1,453°), ce qui correspond à une séparation physique d'au moins 110 000 ua (1,7 a.l.). Cette étoile, de magnitude 16,48, est de type spectral M5 mais est trop lumineuse pour son type, indiquant qu'il pourrait s'agir en fait d'une étoile binaire.